# Тип 69 (китайски танк)
Тип 69 е първият изцяло китайски основен боен танк. Той представлява подобрен вариант на по-ранния Тип 59, който е директно копие на съветския Т-54А. Тип 69 включва редица подобрения по двигателя, системите за управление на огъня, сензорното оборудване и балистическите изчислителни системи. По-късно е разработен подобрен модел със 105-милиметрово нарезно оръдие, означен като Тип 79. Танкът и в двата си варианта са изнасян в големи количества за няколко държави, но в китайската армия се използва в много малки бройки.

## Разработка и описание
През 1963 година завод 617 разработва проект за нов заместник на танковете Тип 59, но хаосът, причинен от Културната революция забавя работата по него значително. При китайско-съветския пограничен конфликт от 1969, китайските войски пленяват съветски Т-62, който впоследствие бива изучен внимателно, а редица от модерните му компоненти са копирани и вградени в дизайна на Тип 69. Дизайнът е финализиран през 1974.
Базовият модел на Тип 69 е въоръжен с двойно стабилизирано 100-милиметрово гладкостволно оръдие, проектирано и произвеждано в Китай, способно да изстрелва подкралибрени кинетични снаряди. Допълнителните прибори включват лазерен далекомер и инфрачервен илюминатор. Бронята е изцяло стоманена, като при Тип 59. Бойното отделение е сравнително тясно, и това може да затрудни работата на екипажа. Въпреки тези нововъведения, базовият модел още от началото е остарял в сравнение с тези в армиите от Източния блок и НАТО, вследствие на което бързо е изтеглен от употреба.
Подобреният втори вариант, Тип 69-II, е въоръжен със 100 милиметрово нарезно оръдие, подобно на това при Тип 59. Двигателят е сменен с по-мощен, на веригите са поставени гумени тампони, а в задната част на купола има добавено складово отделение. Този вариант бива успешно изнасян за редица страни от Третия свят. През 1980-те Ирак е най-масовият потребител на танка, с над 1000 машини в експлоатация с иракската армия.
Със стоплянето на отношенията между КНР и Запада, китайските инженери получават достъп до редица модерни западни технологии за модернизация. Съвместен британско-китайски екип довежда до появата на варианта Тип 69-III, или Тип 79. Този модел е въоръжен с широко разпространеното британско 105-милиметрово нарезно оръдие L7 (използвано на първоначалните варианти на М1 Ейбрамс), СУО Маркони и системи за нощно виждане. Тип 79 е приет на въоръжение в ограничени количества в края на 80-те години.

## Употреба
Китай продава на Ирак близо 1000 танка Тип 69, част които иракчаните преработват, подсилвайки челната им броня с допълнителни стоманени листове. Тази модификация е известна като Тип 69QM. През 1991 иракските Тип 69 виждат много повече сражения отколкото Асад Бабил на Републиканската гвардия. През 2003 иракчаните също използват голям брой Тип 69, а иракската модификация е била използвана в битката край Насирия, когато загиват 11 войници от американската 507-а армейска рота. Два Тип 69 унищожават най-малко четири машини на 507-а рота, вкл. и брониран камион, който бива премазан от единия танк. Още четири танка откриват непряк огън по конвой на рота Чарли от Първи батальон на американската морска пехота, унищожавайки няколко амфибийни бронирани машини AAV.

## Варианти
Тип 69
Първоначален дизайн, базиран изцяло на Тип 59, с по-мощен двигател 580 к.с., 100-мм гладкостволно оръдие, с китайски инфрачервен илюминатор и лазерен далекомер.
Тип 69-I
Прототип с компоненти от пленения съветски Т-62, като инфрачервения илюминатор „Луна“ и автоматично активираща се ЯХБЗ.
Тип 69-II
Основен производствен вариант, включващ:
- 100-милиметрово нарезно оръдие;
- Нова СУО
- двуосна система за стабилизация;
- оптичен прибор за стрелеца;
- лазерен далекомер;
- балистически компютър;
- Радио Тип 889;
- вериги с гумени тампони;
- димни гранатомети;
- складови отделения на купола;

Този вариант се произвежда по лиценз в Пакистан, а в Тайланд е познат под означението Тип 30. Съществува и команден вариант с полеви телефон, радио антена и друго комуникационно оборудване.
Тип 69-III (Тип 79)
Модернизиран със западни технологии вариант, включващ:
- Автоматично затварящи се люкове при засичане на ЯХБ агент;
- 105-милиметрово оръдие Тип 83-I, подобрено копие на L7;
- Пасивни инфрачервени сензори;
- Двигател 730 к.с.;
- СУО „Маркони“
- Балистически компютър;
- Лазерен далекомер

T69MK-IIG
Модернизиран вариант от Бангладеш, включващ:
- 120-милиметрово гладкостволно оръдие (подобно на това на М1 Ейбрамс)
- Възможност за изстрелване на ПТУР през оръдието;
- Стабилизатори за оръдието;
- Нова СУО;
- Компютър за следене на бойните действия;
- Реактивна броня;
- Двигател 1200 к.с.;
- Полуавтоматично зареждане;
- Лазерна система за предупреждение;
- Лазерен далекомер;
- Пожарогасители;
- Навигационни системи и GPS

## Оператори
- Бангладеш
- Зимбабве – 10
- Иран – 200
- Китай – 600 (300 Тип 69-II и 300 Тип 79)
- Мианмар – 60
- Пакистан – 250
- Судан
- Тайланд – 98
- Шри Ланка – 20

### Бивши
- Албания – 150
- Ирак – 1000